# Andrenosoma bayardi
Andrenosoma bayardi är en tvåvingeart som beskrevs av Seguy 1952. Andrenosoma bayardi ingår i släktet Andrenosoma och familjen rovflugor. Inga underarter finns listade i Catalogue of Life.